# Ögonfransbegonia
Ögonfransbegonia (Begonia bowerae) art i familjen begoniaväxter från Mexiko. Arten odlas som krukväxt i Sverige.

## Synonymer
- Begonia bowerae var. major Ziesenh.
- Begonia bowerae var. nigramarga Ziesenh.
- Begonia bowerae var. roseflora Ziesenh.